# منتخب تايبيه الصينية لكرة السلة للسيدات
منتخب تايبيه الصينية الوطني لكرة السلة للسيدات هو ممثل تايوان الرسمي في المنافسات الدولية في كرة السلة للسيدات.